# Cerkiew Przemienienia Pańskiego w Jassach

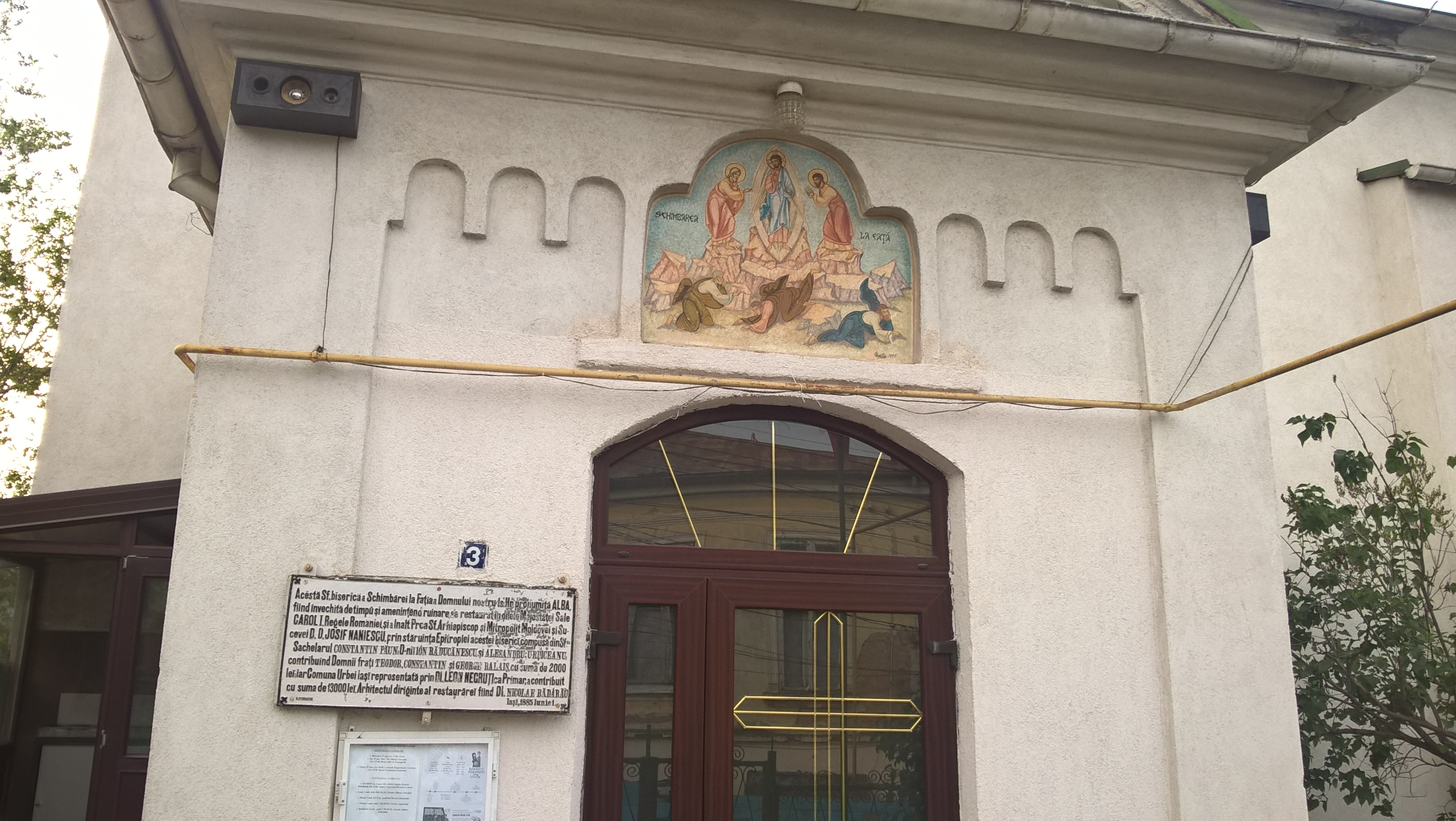
Ikona patronalna nad wejściem do cerkwi oraz tablica informująca o renowacji i powtórnej konsekracji na przełomie XIX i XX w.

Cerkiew Przemienienia Pańskiego (rum. Biserica „Schimbarea la Față”), zwana Białą Cerkwią (rum. Biserica Albă) – prawosławna cerkiew parafialna w Jassach, w jurysdykcji archieparchii Jass Rumuńskiego Kościoła Prawosławnego.

## Historia
Istnienie cerkwi wzmiankowane jest pierwszy raz w 1682. Fundator obiektu nie jest znany. Budynek zbudowany został w rejonie dawnego targu kwiatowego. Dzielnica ta rozwijała się szybko po przeniesieniu stolicy Mołdawii z Suczawy do Jass, osiedlali się w niej rzemieślnicy i służący na dworze hospodarskim. Cerkiew nosiła pierwotnie wezwanie Narodzenia Pańskiego. W 1750 z inicjatywy i funduszy prawosławnego duchownego Velişco oraz miejscowych kupców budynek został gruntownie przebudowany, zmieniono również wezwanie na Przemienienie Pańskie. W 1885 budynek został odrestaurowany, w 1901 ponownie poświęcił go metropolita Mołdawii Józef. Do 1887 w sąsiedztwie świątyni funkcjonował cmentarz.
W latach 1931, 1959 i 1971 budowla była ponownie odnawiana, a w latach 1974–1978 Constantin Călinescu wykonał w niej freski. W 1978 odnowiono także cerkiewny ikonostas. Od 1962 cerkiew jest wpisana do rejestru zabytków.
W 1975 na terenie cerkiewnym ustawiono krzyż pamięci ofiar II wojny światowej. Drugim komponentem tego pomnika jest kamień z dawnego przycerkiewnego cmentarza, pochodzący sprzed 1841, z nieczytelną inskrypcją.

## Architektura
Cerkiew została zbudowana z kamienia i cegły na planie krzyża, z jedną półkolistą absydą w pomieszczeniu ołtarzowym. Wnętrze świątyni dzieli się na przednawie, nawę i pomieszczenie ołtarzowe. Ponad zachodnią częścią przednawia wznosi się wieża-dzwonnica. Budynek skromnie dekorowany jest fryzami poniżej kopuły na dzwonnicy i ponad wejściem. Z uwagi na tynk, kryjący naturalny kolor kamieni i cegieł oraz brak jakiejkolwiek dekoracji malarskiej na zewnątrz cerkiew popularnie nazywana była Białą.
Na wyposażeniu budowli pozostaje zabytkowy ikonostas oraz 41 ikon, dar Zoiţy Aramy z 1818.